# Literatura średniowiecza

## Początki
Średniowieczna literatura posługuje się schematami pochodzącymi z ludowych pieśni sławiących bohaterów. Prastare opowieści o rycerzach przyjmują postać rycerskich eposów, sławiących wyidealizowanych bohaterów zmagających się z ponadnaturalnym lub naturalnym złem tego świata. Najwyższymi cnotami są odwaga i hart ducha, a także gotowość oddania życia w jakiejś ważnej sprawie.
Pierwszy francuski epos rycerski Pieśń o Rolandzie nie odbiega od tego schematu, pobrzmiewają w nim nawet historyczne echa walk Karola Wielkiego z Saracenami. W niemieckim eposie Pieśń o Nibelungach znaleźć można opis życia dworskiego i intryg, a także ślady starodawnych opowieści, z których połączenia prawdopodobnie powstał. Podobną historię opowiada islandzka Edda poetycka pochodząca prawdopodobnie z XI wieku i składająca się z 30 pieśni mitologicznych i heroicznych, żywcem przypominających epos bohaterski.
Pod koniec XI wieku powstaje na południu Francji inna forma poetycka, szerzona przez trubadurów. Idealna kobieta jest w niej wielbiona, często platonicznie, a rycerz dokonuje wielkich czynów, by dowieść ukochanej swej miłości. De Troyes, uważany za ojca romansu, spisuje krążące już wówczas opowieści o Rycerzach Okrągłego Stołu i tworzy opowieść o Lancelocie i jego miłości do Ginewry, żony Artura. Temat ten kontynuuje Thomas Malory, rozwodząc się nad problemem miłości przeciwstawionej przyjaźni i lojalności. Inną opowieścią o miłości dworskiej, tym razem daleką od eposu rycerskiego, jest alegoria w formie snu Opowieść o Róży Guillaume’a de Lorrisa.
Pod wpływem naleciałości z literatury arabskiej i kwitnącego życia dworskiego epos rycerski ustępuje miejsca opowieściom o miłości, często zakończonej tragiczną śmiercią obojga kochanków (Tristan i Izolda). Przykładem miłości, która może przekroczyć nawet granicę, jaką jest śmierć jednego z kochanków, jest Boska komedia Dantego. Jest to jednak poemat wykraczający daleko poza schemat pieśni dworskiej, a główny bohater musi pokonać wiele kręgów piekła i czyśćca, by dotrzeć do swej ukochanej i znaleźć się wraz z nią w niebie. Notabene spotyka tam Wergiliusza, który przez jakiś czas jest jego towarzyszem.

## Literatura staroangielska

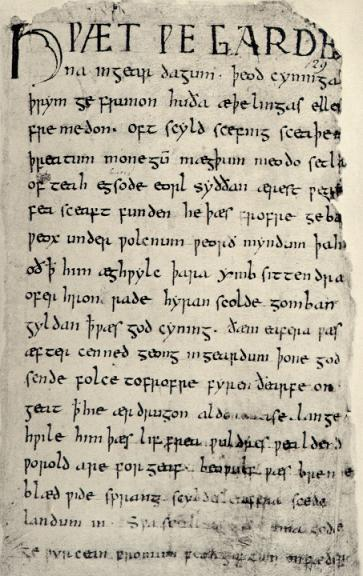
Pierwsza strona Beowulfa

Wczesnośredniowieczna literatura angielska posługuje się łaciną i przywiezionym przez Normanów językiem francuskim, który zadziwiająco łatwo przyswajają sobie angielskie wyższe sfery. Kiedy jednak dochodzi do osłabienia więzi angielsko-francuskich, język angielski odzyskuje należne mu na tej ziemi miejsce. Dopiero w XIV wieku zostaje postanowione, że w Anglii językiem wykładowym i oficjalnym będzie angielski (tzw. średnioangielski) i na język ten przetłumaczono częściowo Biblię, zaczęła się rozwijać literatura angielska, choć dzieła naukowe nadal spisywano po łacinie. W różnych dialektach tworzą wówczas William Langland i Geoffrey Chaucer. Geoffrey Chaucer tworzył już na przełomie średniowiecza i renesansu, pod wpływem poetów włoskich wczesnego Odrodzenia. Poezja Chaucera staje się tak popularna, że jego dialekt nabiera charakteru ogólnonarodowego i jest w dużej mierze zrozumiały nawet dzisiaj. Jego największe dzieło Opowieści kanterberyjskie uważane jest za arcydzieło poetyckie, a zarazem bezcenne źródło wiedzy na temat kultury i obyczajowości XIV-wiecznej Anglii. Innym ważnym dziełem Chaucera jest ukończony - w przeciwieństwie do Opowieści kanterberyjskich - poemat Troilus i Criseyda. Kolejnym utalentowanym twórcą angielskiego średniowiecza był anonimowy poeta nazywany od tytułów przypisywanych mu utworów Poeta Gawena (Od poematu Pan Gawen i Zielony Rycerz) lub Poeta Perły (od poematu Perła).
Największy wpływ na rozwój literatury angielskiej wywarły utwory kształtujące średniowieczną państwowość państewek angielskich. Niepodważalny wpływ na anglosaski charakter języka i tradycji wywarł poemat rycerski Beowulf wywodzący się z tradycji skandynawskich. Znajduje to odzwierciedlenie we współczesnej literaturze anglojęzycznej, od Tolkiena począwszy. Beowulf to rycerz, który będąc panem z książęcego rodu przybywa z pomocą na dwór króla Hrothgara w Heorot, by walczyć z potworami dziesiątkującymi rycerzy i dworzan. Pokonuje Grendela i stacza zwycięską walkę z jego potworną matką w podziemnych odmętach. Gdy dziedziczy koronę po powrocie na dwór ojca, ginie śmiercią rycerza w walce ze smokiem. Mimo że utwór o dwa stulecia poprzedził frankojęzyczne utwory Normanów, późniejszych władców Anglii, przez pół stulecia narzucających kulturę francuskojęzyczną, po dziś dzień stanowi najstarszy zabytek kultury anglosaskiej.
Średniowiecze, poza kronikami poprzedzającymi najazd Normanów w 1066 roku, stworzyło również podwaliny pod kulturę pauperską, ludową, której ślady po dziś dzień przetrwały w przedstawieniach Punch & Judy.
Należy zanotować:
Wczesnośredniowieczna literatura angielska posługiwała się językiem anglosaskim, a właściwie jego rozlicznymi dialektami. Łacina dominowała dopiero w królestwach nawróconych na chrześcijaństwo.

## Rozwój sztuk scenicznych
Upadek sztuki dramatycznej, będący wynikiem restrykcji kościelnych, trwał od VII do XII wieku. Ten sam Kościół, który wyklął sztukę teatralną jako zepsutą i pogańską, przyczynił się do jej wskrzeszenia. Średniowieczna hierarchia kościelna zezwoliła na odgrywanie misteriów i przedstawień opartych na Biblii. W XIII wieku przedstawienie takie stało się kulminacyjnym punktem obchodów świąt Bożego Narodzenia. Z czasem tematyka świecka zaczęła wypierać kościelną, a dotychczasowe misterium kościelne zaczęło przyjmować formę ludycznej farsy lub moralitetu, w którym cnoty walczą z ludzkimi przywarami, a żądze dobre zmagają się ze złymi. Z czasem sztuki sięgały coraz bardziej do spraw życia codziennego, a także przeniosły się z placów do sal. Teatr uwolnił się od wpływów kościelnych.